# Matthias (Dammartin)
Matthäus von Trie (französisch Mathieu de Trie; * vor 1209; † 1272) war ein Sire von Trie (heute Trie-Château und Trie-la-Ville), Mouchy-le-Châtel und Plessis-Billebaut, sowie Graf von Dammartin. Er war der älteste Sohn des Johann I. von Trie († vor 1237) und der Alix von Dammartin († vor 1237).

## Leben
Ab 1224 lässt sich Matthäus urkundlich als Kastellan von Mouchy nachweisen. Nach dem Tod seines Vaters wurde er Herr von Trie und Mouchy (ab 1241 urkundlich belegt). Im November 1251 hat er von Gräfin Johanna von Clermont den Wald von Hez für sein Herrenhaus von Plessis-Billebaud geschenkt bekommen.
Im Jahr 1259 hat Matthäus seine Cousine Mathilde als Graf von Dammartin beerbt und als solcher erstmals im Oktober jenes Jahres geurkundet. Dieses Erbe hatte er allerdings laut der Überlieferung des Biografen Jean de Joinville gegenüber König Ludwig IX. einklagen müssen, welcher offenbar den Einzug der Grafschaft Dammartin in die königliche Domäne beabsichtigt hat. So habe sich Matthäus auf eine Urkunde berufen müssen, in welcher der König die Übergabe der Grafschaft Dammartin an die Erben der Gräfin Mathilde versprochen habe. Der König aber bezweifelte die Authentizität des Dokuments, da das zugehörige Siegel bereits gebrochen und für ihn nicht mehr zu identifizieren war. Da aber habe der königliche Sekretär Jean Sarrasin das Siegel begutachtet, es mit einem verglichen, welches der König vor seinem Aufbruch zum sechsten Kreuzzug 1248 noch benutzt hat und dabei zu der Erkenntnis kam, dass es sich hier um ein authentisches Siegel und damit gültiges Dokument handelte, da er die auf dem Siegel noch zu erkennenden und auf einem Schemel ruhenden Füße als die des Siegelbildes des Königs erkannte. Dem König blieb darauf nichts anderes übrig, als das Erbrecht des Hauses Trie auf die Grafschaft Dammartin anzuerkennen und es mit diesem zu belehnen. Diese Begebenheit muss sich noch im Jahr 1259 abgespielt haben, da der auf dem Parlament zu Paris vom 15. September jenes Jahres auftretende Graf von Dammartin bereits Matthäus von Trie gewesen sein muss.
Matthäus war verheiratet mit Marselie von Montmorency, eine Tochter von Mathieu III. de Montmorency, ihre Kinder waren:
- Rainald († 1324), Herr von Plessis-Billebaut, Mouchy und Mareuil;
- Philipp († 1272) ⚭ Alix von Mareuil;
- Johann I. († 1302 in der Sporenschlacht), Herr von Trie etc., Graf von Dammartin;
- Simon († um 1275), Kanoniker in Beauvais, Diakon in Mortain;
- Theobald († nach 1302), Herr von Sérifontaine.

## Wappen
Als Herr von Trie führte Matthäus das angestammte Familienwappen, einen goldenen Schild mit einem blauen Band (d’or à la bande d’azur). In Unterstreichung seines Anspruches auf die Grafschaft Dammartin führte er ab 1259 auch das Wappen seiner Cousine (fascé d’argent et d’azur de six pièces, à la bordure de gueules). Auf seinem Siegel von einer Urkunde des Jahres 1262 sind beide Wappen zu sehen, wobei jenes von Dammartin im Kontersiegel dargestellt ist.

Wappen bis 1259 …
… und ab 1259.